# Communauté de communes de la Semine
La communauté de communes de la Semine  est une ancienne communauté de communes française du département de la Haute-Savoie.
Elle est remplacée le 1er janvier 2017 par la communauté de communes Usses et Rhône, fusion des communautés de communes du pays de Seyssel, du val des Usses et de la Semine.

## Composition
La communauté de communes regroupe sept communes de la Semine appartenant aux cantons de Frangy et de Seyssel.
| Nom                     | Code Insee | Gentilé     | Superficie (km2) | Population (dernière pop. légale) | Densité (hab./km2) |
| ----------------------- | ---------- | ----------- | ---------------- | --------------------------------- | ------------------ |
| Chêne-en-Semine (siège) | 74068      | Chênois     | 9,46             | 420 (2014)                        | 44                 |
| Chessenaz               | 74071      | Chesseniens | 5,23             | 202 (2014)                        | 39                 |
| Clarafond-Arcine        | 74077      | Clarafonais | 16,88            | 938 (2014)                        | 56                 |
| Éloise                  | 74109      | Éloisiens   | 8,95             | 837 (2014)                        | 94                 |
| Franclens               | 74130      | Franclinois | 5,37             | 516 (2014)                        | 96                 |
| Saint-Germain-sur-Rhône | 74235      |             | 7,85             | 479 (2014)                        | 61                 |
| Vanzy                   | 74291      | Vanziens    | 5,57             | 317 (2014)                        | 57                 |

## Pour approfondir